# Parlament Australii Południowej
Parlament Australii Południowej (Parliament of South Australia) jest głównym organem władzy ustawodawczej w stanie Australia Południowa. Formalnie składa się z trzech izb: królowej Australii reprezentowanej przez gubernatora, Izby Zgromadzenia oraz Rady Ustawodawczej. W praktyce w procesie stanowienia prawa biorą udział tylko dwie ostatnie.
Choć korzenie parlamentaryzmu w Australii Południowej sięgają już roku 1840, w swej obecnej formie parlament powstał w 1857, gdy weszła w życie konstytucja przyznająca tej ówczesnej kolonii brytyjskiej autonomię. Od powstania Związku Australijskiego w 1901, pełni rolę jednej z sześciu legislatur stanowych.

## Izby
Izba Zgromadzenia składa się z 47 deputowanych wybieranych na czteroletnią kadencję w jednomandatowych okręgach wyborczych, z zastosowaniem ordynacji preferencyjnej. Lider największej frakcji w Izbie pełni automatycznie funkcję premiera Australii Południowej. Rada Ustawodawcza liczy 22 członków, wybieranych na osiem lat przy użyciu metody pojedynczego głosu przechodniego. Co cztery lata odnawiana jest połowa jej składu.
Obie izby obradują w Gmachu Parlamentu (Parliament House) zlokalizowanym w stolicy stanu, Adelaide. Partią rządzącą w Australii Południowej jest obecnie Australijska Partia Pracy, dysponująca większością w Izbie Zgromadzenia (w Radzie Ustawodawczej posiada tyle samo mandatów, co główne ugrupowanie opozycyjne - Liberalna Partia Australii).